# … und jeder sucht sein Kätzchen
… und jeder sucht sein Kätzchen ist ein französischer Spielfilm von Cédric Klapisch aus dem Jahr 1996.

## Handlung
Chloé arbeitet als Visagistin für Modeaufnahmen. Sie lebt unweit des Place de la Bastille in einer WG, die sie mit dem homosexuellen Michel bewohnt. Sie selbst ist seit langer Zeit Single, teilt sich ihr Zimmer jedoch mit der schwarzen Katze Gris-Gris. Als sie für eine Woche ans Meer fährt, ist niemand bereit, auf ihre Katze aufzupassen. Durch einen Tipp im Viertel stößt Chloé auf die alte Madame Renée, die es gewohnt ist, auf die Haustiere der Urlaubsreisenden des Viertels aufzupassen. Gris-Gris bleibt bei ihr. Nach Ende des Urlaubs will Chloé ihre Katze bei Madame Renée abholen, doch ist die untröstlich: Gris-Gris ist vor drei Tagen in einem unbeobachteten Moment über das angekippte Küchenfenster ausgerissen und seither unauffindbar. Madame Renée hat bereits mehrfach das Viertel abgesucht und auch die Nachbarn gefragt, doch niemand hat die Katze gesehen.
Von Michel ermutigt, beginnt Chloé in der Gegend mit der Suche nach Gris-Gris. Sie trifft auf Djamel, der als Kind vom Dach gefallen und seither geistig etwas zurückgeblieben ist. Djamel ist jedoch hilfreich und herzensgut und verspricht, die Augen nach Gris-Gris offenzuhalten. Mit ihm und Michel beginnt Chloé bald darauf, Plakate im Viertel aufzuhängen, die auf die entlaufene Katze hinweisen. Madame Renée wiederum informiert nach und nach alle alten Frauen des Viertels über Chloé und die entlaufene Katze. Bald wird Chloé regelmäßig angesprochen, nach Gris-Gris gefragt und mit tröstenden Worten bedacht. Das ganze Viertel nimmt Anteil an ihrer Suche. Auch Djamel erfährt im Viertel mehr Aufmerksamkeit, sieht man ihn bei seiner Suche nach der Katze doch stets an Chloés Seite. Sie jedoch weist seine Annäherungsversuche ab, auch wenn sie das Single-Leben belastet. Wenn sie nachts nicht schlafen kann, beobachtet sie einen, dem es ähnlich geht: Maler Bel Canto hat sein Atelier auf der anderen Seite des Wohnblocks. Von Madame Renée weiß Chloé, dass er über die Trennung von seiner Frau nicht hinweggekommen ist.
Weil sie auf Arbeit ermutigt wird, bei ihrem Aussehen doch mehr zu wagen, traut sich Chloé eines Abends in einem Minikleid aus dem Haus. Sie geht in eine Bar, wo sie mit einem jungen Mann flirtet, dabei jedoch von einem anderen aggressiven Mann belästigt wird, der schließlich aus der Bar geworfen werden muss. Auch andere Männer bedrängen sie, sodass sie am Ende von der Barfrau nach Hause gebracht wird. Auch die Frau macht ihr Avancen, doch Chloé lehnt eine Annäherung ab. Zurück in ihrem Zimmer ist sie deprimiert. Sie versucht Michel näherzukommen, doch macht der ihr klar, dass er wirklich nicht auf Frauen steht.
Es sind bereits einige Tage seit dem Verschwinden Gris-Gris’ vergangen, als Madame Renée befürchtet, die Katze tot aufgefunden zu haben. Es handelt sich zum Glück nur um eine Verwechslung. Auch Djamels Katzenfund auf einem Hausdach erweist sich als das falsche Tier. Chloé sieht eines Tages den jungen Mann aus der Bar wieder. Sie findet heraus, dass es sich bei ihm um einen Schlagzeuger handelt, der mit seiner Musik ganze Wohnzeilen beschallt und so bereits viel Ärger mit Madame Renée hatte. Chloé flirtet mit ihm und beide landen schließlich in seiner Wohnung und im Bett miteinander. Ein Anruf unterbricht ihr Zusammensein und der Schlagzeuger bricht zu einem Termin auf. Chloé bleibt ernüchtert zurück.
Es ist zwölf Tage her, seit Gris-Gris verschwunden ist. Madame Renée geht es auch aus Kummer darüber so schlecht, dass sie das Bett hüten muss. Chloé und Djamel suchen sie auf und kochen ihr eine Suppe. Dabei hört Chloé Gris-Gris miauen. Er war nie aus der Wohnung verschwunden, sondern steckte hinter dem Herd fest. Chloé befreit die Katze und päppelt sie wieder auf. Einige Zeit später zieht Bel Canto aus seiner Wohnung aus. Er wird Paris verlassen und in einen Vorort ziehen. Chloé hilft ihm beim Kistentragen. In einem Café um die Ecke wird Bel Canto von den Bewohnern des Viertels herzlich verabschiedet. Eine kurze Unterhaltung mit Chloé endet mit dem Versprechen, in Kontakt zu bleiben. Der Umzugswagen fährt ab und Chloé blickt ihm lächelnd hinterher, bevor sie zu rennen beginnt.

## Produktion
… und jeder sucht sein Kätzchen war ursprünglich als Kurzfilm geplant, überzeugte aufgrund des detailreichen Szenarios die Produzenten jedoch, stattdessen einen Langfilm zu produzieren. Der Film wurde in Paris gedreht. In einer Traumsequenz steht Chloé während ihrer Suche nach Gris-Gris auf der Julisäule. Die Kostüme schuf Pierre-Yves Gayraud, die Filmbauten stammen von François Emmanuelli.
Der Film erlebte im Februar 1996 auf den Internationalen Filmfestspielen Berlin seine Premiere, wo er in der Sektion Panorama lief. Er lief am 3. April 1996 in den französischen Kinos an und kam am 14. November 1996 auch in die deutschen Kinos.

## Kritik
Für den film-dienst war … und jeder sucht sein Kätzchen eine „charmant entwickelte Alltagsbeschreibung, die mit fast ethnografisch anmutender Genauigkeit dem Leben und den Veränderungen im Arrondissement nachspürt.“

## Auszeichnungen
Auf der Berlinale 1996 gewann Cédric Klapisch den FIPRESCI-Preis der Sektion Panorama. Garance Clavel erhielt 1997 eine César-Nominierung in der Kategorie Beste Nachwuchsdarstellerin. Die Chicago Film Critics Association nominierte den Film 1998 für einen CFCA Award als Bester fremdsprachiger Film.